# ランドール・マクダニエル
ランドール・マクダニエル (Randall Cornell McDaniel、1964年12月19日 - ）は、アメリカ合衆国・アリゾナ州フェニックス出身のアメリカンフットボールの元選手である。オフェンシブガードとして、1988年シーズンから2001年シーズンまでミネソタ・バイキングス、タンパベイ・バッカニアーズで14年間プレーした。
最も偉大なオフェンスラインの選手の一人として広く認識されており、12回プロボウルに選出されている。 

## プロ入り前
マクダニエルは高校でフットボールと陸上競技をプレーした後、アリゾナ州立大学でカレッジフットボールをプレーし、1987年に同校初のローズボウル出場に貢献した。100メートル走でオフェンシブラインの選手として最高レベルの10.64秒という俊足に、400メートル走、垂直跳び、ベンチプレスで好記録を残し、スピード、パワー、瞬発力を備えた選手としてプロ入り前から知られていた。
1988年のNFLドラフトでミネソタ・バイキングスから1巡目全体19番目の指名を受けてNFL入りした。

## プロ入り後
マクダニエルは、1990年シーズンから1999年シーズンまでバイキングスのレギュラーシーズンの試合すべてに出場し、11年連続でプロボウルに選出された。1999年シーズン終了後、サラリーキャップの関係でチームから放出され、タンパベイ・バッカニアーズに移籍した。バッカニアーズで2シーズンプレーした後、バイキングスと1日契約をしてバイキングスの一員として引退した。
2009年、プロフットボール殿堂入りした。